# Yamoussoukro Football Club
 (février 2023).
Si vous disposez d'ouvrages ou d'articles de référence ou si vous connaissez des sites web de qualité traitant du thème abordé ici, merci de compléter l'article en donnant les références utiles à sa vérifiabilité et en les liant à la section « Notes et références ».
Maillots

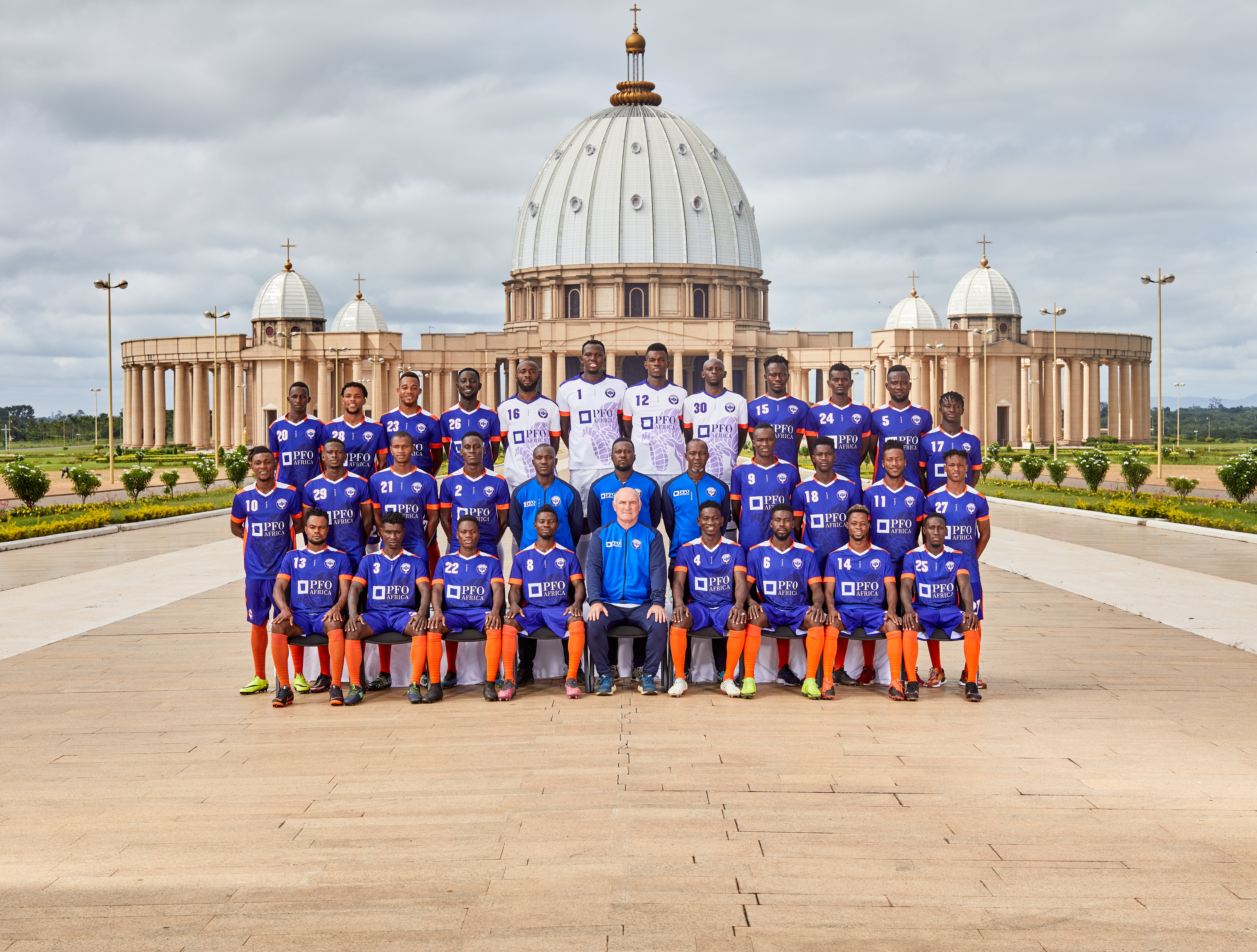
Yamoussoukro Football Club en 2022

Le Yamoussoukro Football Club, couramment abrégé YFC est un club de 2e division du championnat national ivoirien, basé à la capitale politique du pays, Yamoussoukro.

## Histoire
Le Yamoussoukro Football Club voit le jour en 2019 à la suite du rachat, par PFO AFRICA, du Renaissance Football Club de Yamoussoukro, fondé en 1999 par la fusion de deux clubs de quartier : le Benfica et l’Entente Football Club.
Puis l’entreprise familiale fondée par l’architecte Pierre Fakhoury s’est investi dans le club avec pour but de retrouver la 1ere division.